# 17 Carat
17 Carat — дебютный мини-альбом южнокорейского бой-бенда SEVENTEEN. Был выпущен 29 мая 2015 года лейблом Pledis Entertainment и был распространён LOEN Entertainment. «Adore U» выступает в качестве ведущего сингла.

## Предпосылки и релиз
Альбом включает в себя 5 треков, написанных и спродюсированных участниками группы Seventeen. «Adore U» был выбран в качестве ведущего сингла для альбома и был исполнен на нескольких музыкальных шоу группой. «Shining Diamond» был использован в качестве пред-сингла на реалити-дебютном шоу группы. Группа заявляет, что трек-лист был выбран, чтобы  отразить основную концепцию группы «Boys passion». Альбом имеет две физические версии: одна с «чёрной» тематической фотокарточкой, а другая с «белой» тематической фотокарточкой. Все копии включают компакт-диск, содержащий песни и плакат/лирический лист.

## Сингл
«Adore U» является ведущим синглом из альбома. Он был написан Уджи, S.Coups и Чо Донгёном. Korea Herald заявляет, что «“Adore U” - это фанковая поп-песня о подростке, пытающемся ориентироваться в щенячьей любви». Это знаменует собой начало трилогии группы, состоящей из синглов Adore U, Mansae и Pretty U о встрече мальчика, влюблённости и приглашении девушки. Трек был написан и спродюсирован Уджи, Bumzu и Чо Донгёном. Клип на сингл был выпущен 29 мая 2015 года. Хореография к песне было поставлено Хоши сосредоточено на «рассказывании историй и на выделении сильных сторон каждого участника на сцене.» Сингл разошёлся тиражом более 38,000 цифровых копий и достиг 13-го места в мировом чарте Billboard US.

## Коммерческий успех
Альбом продал 82,972 + копий в Южной Корее.[5] Он достиг 4-го места в корейском Gaon Chart  и 8-го места в американском World Billboard Chart.

## Трек-лист
| №  | Название                              | Текст песни                        | Музыка                     | Arrangements                  | Длительность |
| -- | ------------------------------------- | ---------------------------------- | -------------------------- | ----------------------------- | ------------ |
| 1. | «Shining Diamond»                     | Woozi S.Coups Vernon Kim Min-jeong | Woozi MasterKey Rishi      | MasterKey Rishi               | 3:24         |
| 2. | «아낀다» (Adore U)                    | Woozi Vernon S.Coups Bumzu         | Woozi Bumzu Yeon Dong-geon | Woozi Bumzu Yeon Dong-geon    | 3:07         |
| 3. | «Ah Yeah (Hiphop team)»               | Woozi S.Coups Wonwoo Mingyu Vernon | Cream Doughnut Rishi       | Cream Doughnut Rishi          | 3:29         |
| 4. | «Jam Jam (Performance team & Vernon)» | Woozi Hoshi Dino Vernon            | Woozi Cream Doughnut       | Cream Doughnut                | 3:25         |
| 5. | «20 (Vocal team)»                     | Woozi Dong Ne-hyeong               | Woozi Won Yeong-heon       | Won Yeong-heon Dong Ne-hyeong | 3:23         |